# Рупърт Мърдок
Кийт Рупърт Мърдок или само Рупърт Мърдок (на английски: Keith Rupert Murdoch) е австралийски медиен магнат, основен акционер, председател и управляващ директор на „Нюз Корпорейшън“, част от която е и българската телевизия bTV (до февруари 2010).
Мърдок започва своята кариера в новинарския бизнес с един вестник в град Аделаида, като по-късно придобива и други медии в родната си Австралия, преди неговата компания да започне да се разширява в световен мащаб, първоначално във Великобритания а по-късно и на медийните пазари в САЩ и Азия.
Мърдок основава първата си телевизионна програма в Англия, създавайки Sky Television през 1989 година. През последните години Мърдок става водещ инвеститор в сателитната телевизия, филмовата индустрия, интернет и е собственик на множество печатни медии.
Според списанието „Форбс“ през 2008 година Мърдок е на 109-о място сред най-богатите хора в света, с приходи от 8,3 млрд. евро.

## Биография

### Ранни години
Мърдок е син на сър Артър Кийт Мърдок, могъщ австралийски вестникарски собственик от шотландски произход (кланът Мърдок всъщност представлява разклонение на клана Макдоналд). Майка му Елизабет Мърдок е дъщеря на богато ирландско семейство. Рупърт учи в Geelong Grammar School, едно от елитните частни училища в Австралия, а по-късно учи философия, политика и икономика в колежа „Уорчестър“ и в Оксфордския университет в Англия.
Баща му умира през 1952 година, като дотогава Кийт Мърдок е натрупал множество акции във вестникарски компании. Той назначава опитния журналист Роан Ривет (приятел от детството му) за наставник на младия Рупърт Мърдок с надеждата, че ще въведе Рупърт в областта на журналистиката, както и ще го обучи на умения, необходими за управлението на бизнеса. В завещанието си Кийт Мърдок инструктира доверените му сътрудници да подкрепят Рупърт, за да започне кариерата си в „Нюз Лимитийд“, „ако преценят, че заслужава подкрепа“. По това Мърдок вече пише статии за Оксфордския студентски вестник и е работил за редица вестници като младши сътрудник.
Към момента на кончината си Кийт Мърдок има множество дългове, което кара вдовицата му, след консултация със синдиците на компанията, да продадат много от акциите, както и имоти, за да се плати данък наследство и за погасяване на дълговете.
Елизабет Мърдок е била в състояние да запази само семейното имение, една ферма, както и акции в „Нюз Лимитийд“ и неговите дъщерни дружества, едно списание, което се издава в Мелбърн, издателска компания наречена Southdown Press, както и The Barrier Miner, регионален вестник от град Брокен Хил, Нов Южен Уелс.

### Начало на кариерата
Рупърт Мърдок се връща от Оксфорд, за да стане управляващ директор на „Нюз Лимитийд“ през 1953 година. Под негово ръководство нараства броят на служителите, както и на рекламните приходи. Започва да насочва вниманието си към придобиване и разширяване на медийни издания. Закупува вестник „Съндей Таймс“, издаван в град Пърт, Западна Австралия, както и популярното женско списание New Idea.
През 1956 г. Мърдок започва издаването на първото и най-успешно австралийско телевизионно седмично списание TV Week, което се издава от неговата издателска компания Southdown Press. С помощта на вестниците му списанието и набиращото отново популярност New Idea, които му осигуряват стабилни финансови потоци, Мърдок си осигурява финансиране за по-нататъшна експанзия на медийния пазар.
Определящ момент в живота на Мърдок е случаят „Стюарт“ в Аделаида. „Нюз Лимитийд“ започва кампания за освобождаването на Макс Стюарт, млад абориген, който е осъден за убийството на малко момиченце на плажа край Седюна, Южна Австралия през 1958 година. Стюарт е осъден на смърт чрез обесване, като „Нюз“ открито критикува делото срещу него и провежда собствено разследване. По-късно смъртното наказание е заменено с доживотен затвор. Кампанията на „Нюз“ си навлича гнева на премиера на Южна Австралия, сър Томас Плейфорд. Той нарежда да се събере Кралската комисия и да преразгледа решението на съдята, отменил смъртното наказание на Стюарт. В резултат комисията потвърждава вината Стюарт и препоръчва на „Нюз“ (на която Мърдок е изпълнителен директор) да бъде таксувана с девет броя в полза на държавата за противодържавна клевета, форма на предателство, определена въз основата на средновековното английско право и престъпна клевета.
Последва обжалване, вследствие на което прокуратурата впоследствие оттегля исканията си за отнемане. През 2002 година Мърдок финансира черно-бял филм, който разказва историята на Стюарт. Скоро след тази афера Мърдок заменя Роан Ривет като редактор на новините.
През следващите няколко години Мърдок се установява като динамичен бизнес оператор в Австралия, разширявайки своята медийна империя, придобивавайки провинциалните вестници в Нов Южен Уелс, Куинсланд, Виктория и Северната територия. Към многобройните издания Мърдок прибавя следобедния таблоид от Сидни – „Дейли Мирър“, както и малка звукозаписна компания от Сидни – „Фестивал Рекърдс“.
През 1964 г. Мърдок започва издаването на първия национален австралийски ежедневник The Australian, който се издава първоначално в Канбера, а по-късно е преместен в Сидни.

## Изграждане на империята
Мърдок започва разширяването на своята компания в посока Англия през 1968 година. Той успява да спечели надпреварата със своя именит съперник издател Робърт Максуел за придобиването на News of the World, който е един от най-популярните английскоезични вестници в света, с тираж от 8 441 966 броя през 50-те години на ХХ век. До 1968 година тиражът му е спаднал до около шест милиона броя, както и значителен брой от акциите са предлагани за продажба от член на семейството Кар, което притежава и управлява части от дружеството, в продължение на почти седемдесет години. Това е и първият път, когато Мърдок рискува цялата си империя, която вече е създал, ипотекирайки най-ценното от съществуващия си австралийски капитал. След постигането на този огромен успех Мърдок не само вече контролира News of the World, но и възвъръща напълно собствеността си върху всичките си австралийски активи.
Когато ежедневникът The Sun излиза на пазара през 1969 г., Мърдок го придобива и го превръща във формат таблоид, като това става поредното му печелившо начинание. През 2006 г. таблоидът вече има тираж от над 3 000 000 екземпляра на ден. Следва придобиването на вестник The Times (в пакет с The Sunday Times) през 1981 г.
През 80-те и началото на 90-те години Мърдок с публикациите си като цяло подкрепя политиката на Маргарет Тачър, министър-председател на Великобритания. В края на ерата на Маргарет Тачър и Джон Мейджър, които управляват страната от 1979 до 1997, Мърдок решава да подкрепи лейбъристите и лидера им Тони Блеър. Мърдок поддържа близки отношения с Блеър, като двамата провеждат срещи за обсъждане на националната политика.
През 1986 г. Мърдок въведежда автоматизиран процес при производството на вестниците си в Австралия, Великобритания и Съединените щати. По-голямата степен на автоматизация води до значително намаляване броя на служителите, участващи в процеса на печат. Това от своя страна води до тежки проблеми със синдикатите на печатарските работници. Тежките спорове в Англия започват с уволнението на 6000 служители, които са излезли на стачка и довеждат до улични боеве, демонстрации и лошо публично отношение към Мърдок. Мнозина съзират в този случай вероятността Консервативното правителство на Маргарет Тачър да разруши Британското синдикално движение. Въпреки всички проблеми в миналото днес повечето от вестниците по света се публикуват, използвайки неговите автоматизирани производствени методи, които дават значителни икономии и намалени производствени разходи.
News Corporation има дъщерни дружества на Бахамските острови, Каймановите острови и Вирджинските острови.
Рупърт Мърдок е основният поддръжник на законопроекта SOPA.